# Часовоярська міська рада
Часовоярська міська рада — орган місцевого самоврядування Часовоярської міської громади Бахмутського району Донецької області.

## Історія
Донецька обласна рада рішенням від 28 квітня 2009 року у Бахмутській міській раді уточнила назву Часово-Ярської міської ради на Часовоярську.

## Склад ради
Рада складається з 30 депутатів та голови.
- Голова ради: Опанасенко Ольга Михайлівна

### Депутати
За результатами місцевих виборів 2010 року депутатами ради стали:

#### За суб'єктами висування
| Суб'єкт висування             | Кількість обраних депутатів | %   |
| ----------------------------- | --------------------------- | --- |
| Партія регіонів               | 27                          | 90  |
| Комуністична партія України   | 2                           | 6,7 |
| Політична партія «Фронт Змін» | 1                           | 3,3 |

#### За округами
| № округу                      | Прізвище, ім'я, по батькові     | Дата визнання обраним | Освіта                    | Партійна приналежність              | Відомості про обраного депутата                                                                                                   |
| ----------------------------- | ------------------------------- | --------------------- | ------------------------- | ----------------------------------- | --- |
| Комуністична партія України   |                                 |                       |                           |                                     | |
| б/м                           | Яценко Олександр Іванович       | 04.11.2010            | Освіта вища               | член Комуністичної партії України   | ВАТ"Часовоярський вогнетривкий комбінат", машиніст екскаватору                                                                    |
| б/м                           | Шукевич Олексій Юрійович        | 04.11.2010            | Освіта середня            | член Комуністичної партії України   | ВАТ"Часовоярський вогнетривкий комбінат", зварник                                                                                 |
| Партія регіонів               |                                 |                       |                           |                                     | |
| б/м                           | Ткаченко Сергій Володимирович   | 04.11.2010            | Освіта вища               | член Партії регіонів                | Часовоярське регіональне виробниче управління комунального підприємства "Компанія «Вода Донбасу», інженер з надзвичайних ситуацій |
| б/м                           | Сукова Світлана Павлівна        | 04.11.2010            | Освіта вища               | член Партії регіонів                | Часовоярська загальноосвітня школа № 15, заступник директора                                                                      |
| б/м                           | Рубан Валерій Станіславович     | 04.11.2010            | Освіта вища               | член Партії регіонів                | ТОВ виробнича фірма «Гідрозалізобетон», головний інженер                                                                          |
| б/м                           | Оніщук Андрій Вікторович        | 04.11.2010            | Освіта вища               | член Партії регіонів                | ВАТ «Часовоярський вогнетривкий комбінат», начальник відділу громадського харчування                                              |
| б/м                           | Кас'яненко Віра Іванівна        | 04.11.2010            | Освіта вища               | член Партії регіонів                | Часовоярська міська рада, заступник міського голови                                                                               |
| б/м                           | Ковальов Микола Іванович        | 04.11.2010            | Освіта вища               | член Партії регіонів                | ВАТ «Часовоярський вогнетривкий комбінат», начальник відділу                                                                      |
| б/м                           | Найденко Олександр Анатолійович | 04.11.2010            | Освіта вища               | член Партії регіонів                | ТОВ «КРУСЕШ», генеральний директор                                                                                                |
| б/м                           | Рижих Надія Михайлівна          | 04.11.2010            | Освіта середня спеціальна | член Партії регіонів                | приватний підприємець |
| б/м                           | Ткаченко Дмитро Петрович        | 04.11.2010            | Освіта вища               | член Партії регіонів                | ВАТ «Часовоярський вогнетривкий комбінат», економіст                                                                              |
| б/м                           | Марченко Олександр Петрович     | 04.11.2010            | Освіта вища               | член Партії регіонів                | Часовоярське регіональне виробниче управління комунального підприємства "Компанія «Вода Донбасу», головний механік                |
| б/м                           | Піляєв В'ячеслав Миколайович    | 04.11.2010            | Освіта вища               | член Партії регіонів                | приватний підприємець |
| б/м                           | Бичихін Сергій Іванович         | 04.11.2010            | Освіта вища               | член Партії регіонів                | ТОВ «Демі», охоронець |
| 1                             | Селютін Анатолій Борисович      | 04.11.2010            | Освіта середня            | член Партії регіонів                | ВАТ"Часівоярський вогнетривкий комбінат", водій                                                                                   |
| 2                             | Майоров Олександр Олександрович | 04.11.2010            | Освіта вища               | член Партії регіонів                | приватний підприємець, керівник                                                                                                   |
| 3                             | Курінний Віктор Миколайович     | 04.11.2010            | Освіта середня            | член Партії регіонів                | ВАТ"Часівоярський вогнетривкий комбінат", начальник служби                                                                        |
| 4                             | Кривошеєва Тетяна Іванівна      | 04.11.2010            | Освіта вища               | член Партії регіонів                | Часовоярська дільниця Артемівського УГГ, начальник дільниці                                                                       |
| 5                             | Чорна Євгенія Андріївна         | 04.11.2010            | Освіта середня спеціальна | член Партії регіонів                | ВАТ"Часівоярський вогнетривкий комбінат", начальник відділу                                                                       |
| 6                             | Ляшов Максим Миколайович        | 04.11.2010            | Освіта вища               | член Партії регіонів                | КРУ в Донецькій області, головний спеціаліст                                                                                      |
| 7                             | Гребенюк Юрій Вікторович        | 04.11.2010            | Освіта середня            | член Партії регіонів                | Рада ветеранів- інтернаціоналістів м. Часів Яр, голова                                                                            |
| 8                             | Чуйко Галина Петрівна           | 04.11.2010            | Освіта середня спеціальна | член Партії регіонів                | Часовоярська міська лікарня № 3, медична сестра                                                                                   |
| 9                             | Лінкін Володимир Іванович       | 04.11.2010            | Освіта вища               | член Партії регіонів                | ВАТ"Часівоярський вогнетривкий комбінат", начальник служби                                                                        |
| 10                            | Чаус Сергій Валерійович         | 04.11.2010            | Освіта вища               | член Партії регіонів                | загальноосвітня школа № 17, заступник директора                                                                                   |
| 11                            | Кудрявих Світлана Анатоліївна   | 04.11.2010            | Освіта вища               | член Партії регіонів                | Часовоярська міська рада, секретар міської ради                                                                                   |
| 12                            | Захаров Олександр Васильович    | 04.11.2010            | Освіта вища               | член Партії регіонів                | ТОВ ВФ"Гідрозалізобетон", началь-ник служби                                                                                       |
| 13                            | Скляр Геннадій Вікторович       | 04.11.2010            | Освіта вища               | член Партії регіонів                | РВУ КП "Компания «Вода Донбасу», начальник відділу                                                                                |
| 14                            | Самарченко Ніна Митрофанівна    | 04.11.2010            | Освіта вища               | член Партії регіонів                | ВАТ"Часівоярський вогнетривкий комбінат", начальник відділу                                                                       |
| 15                            | Мігуш Людмила Миколаївна        | 04.11.2010            | Освіта вища               | член Партії регіонів                | ТОВ ВФ «Гідрозалізобетон», начальник відділу                                                                                      |
| Політична партія «Фронт Змін» |                                 |                       |                           |                                     | |
| б/м                           | Макарович Руслан Григорович     | 04.11.2010            | Освіта вища               | член Політичної партії «Фронт Змін» | фізична особа-підприємець |